# Latour-Bas-Elne
Latour-Bas-Elne [latuʁ baz‿ɛln] (katalanisch la Torre del Bisbe) ist eine französische Stadt mit 3.224 Einwohnern (Stand: 1. Januar 2022) im Département Pyrénées-Orientales in der Region Okzitanien. Sie gehört zum Arrondissement Céret und ist Teil des Kantons La Plaine d’Illibéris (bis 2015: Kanton La Côte Radieuse). Die Einwohner werden Torrellans genannt.

## Geografie
Die Gemeinde liegt in der Landschaft Salanque zwischen Perpignan (etwa zwölf Kilometer nordwestlich) und der Mittelmeerküste (etwa drei Kilometer östlich). Umgeben wird Saint-Nazaire von den Nachbargemeinden Saint-Cyprien im Norden und Osten sowie Elne im Süden und Westen.
Die Gemeinde gehört zum Weinbaugebiet Côtes du Roussillon, in dem unter anderem der Süßwein Muscat de Rivesaltes produziert wird.

## Bevölkerungsentwicklung
| 1962 | 1968 | 1975 | 1982 | 1990 | 1999 | 2006 | 2012 |
| ---- | ---- | ---- | ---- | ---- | ---- | ---- | ---- |
| 555  | 631  | 661  | 945  | 1346 | 1711 | 2001 | 2223 |

## Sehenswürdigkeiten

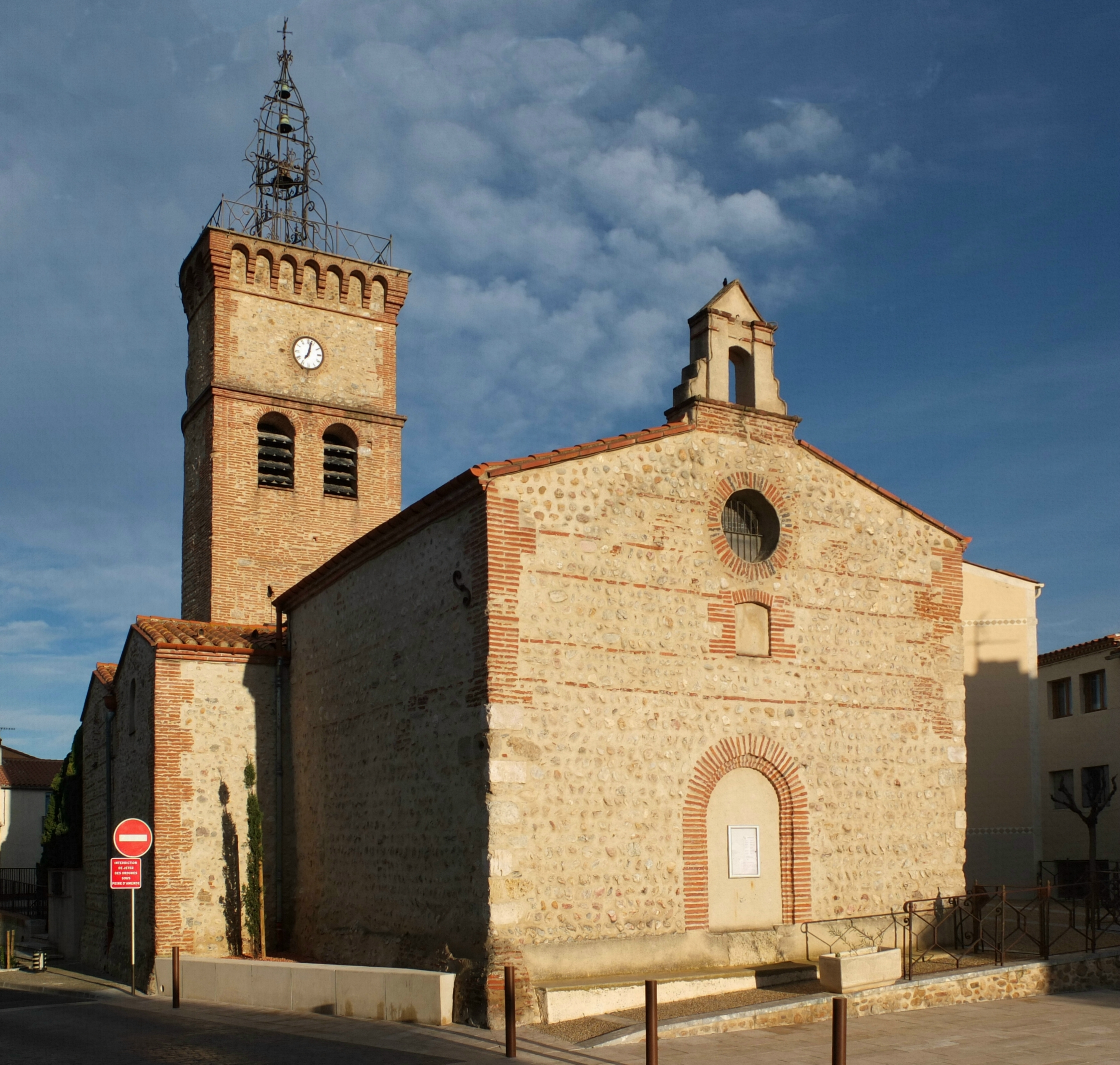
Kirche Saint-Jacques-le-Majeur

- Kirche Saint-Jacques-le-Majeur